# Colmeal (Góis)
Pour les articles homonymes, voir Colmeal.
Colmeal est une ancienne paroisse civile portugaise (en portugais : freguesia) de la municipalité de Góis dans le district et la région de Coimbra.
La loi no 11-A/2013 du 28 janvier 2013, portant réorganisation administrative du territoire des freguesias, fusionne Colmeal avec la paroisse voisine de Cadafaz pour former l’União das freguesias de Cadafaz e Colmeal (dont le siège est à Cadafaz).